# Conny Berchtold
Conny Berchtold ist eine ehemalige Schweizer Marathonläuferin und Schweizermeisterin Marathon von 2015. Berchtold erreichte das Ziel mit einer Zeit von 2:45:20 Stunden bei ihrer Teilnahme am SwissCityMarathon in Luzern am 25. Oktober 2015. Durch ihren Sieg knackte sie dazumal den Streckenrekord.

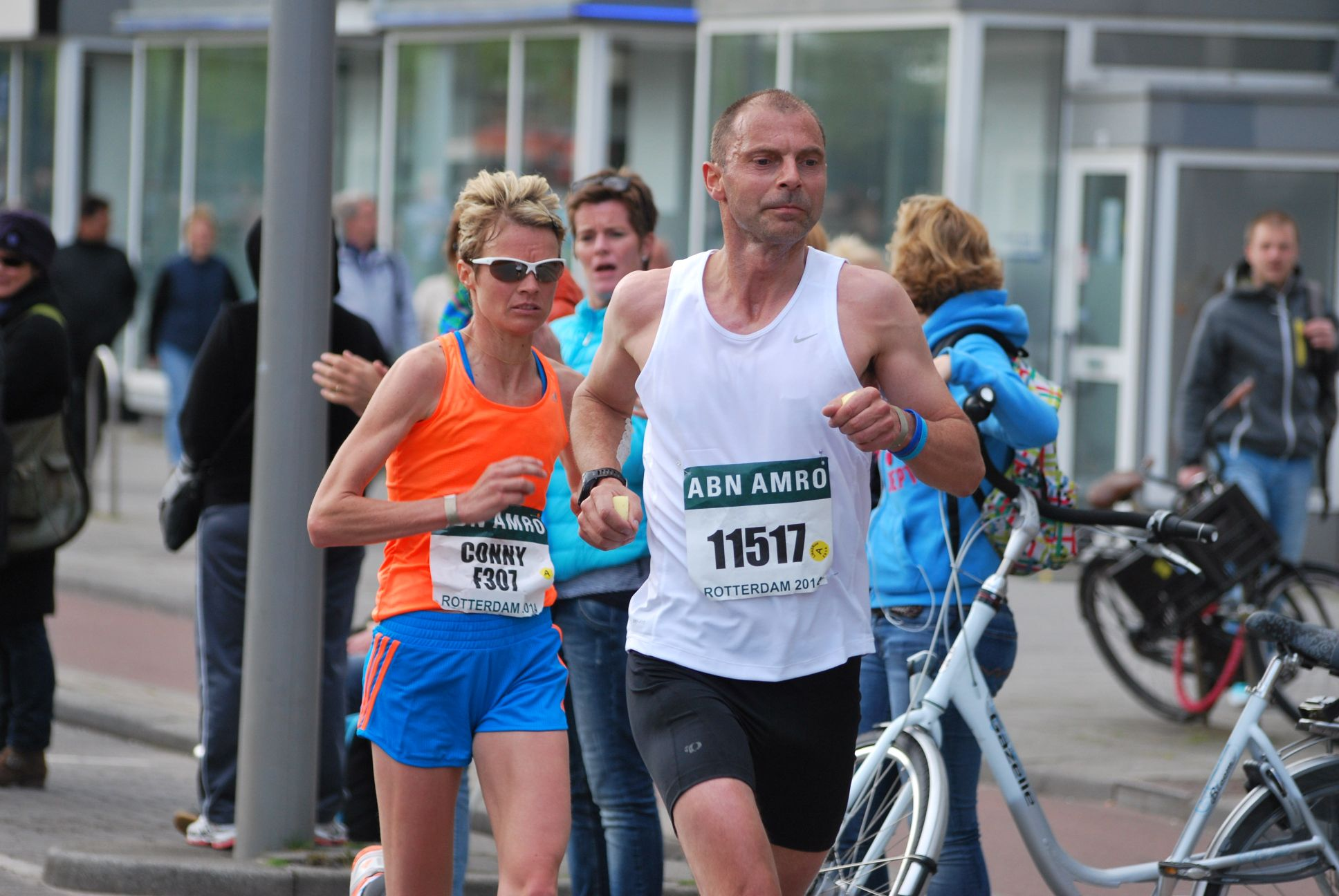

## Marathon-Karriere
Aletsch-Halbmarathon 2016
Am 31. Aletsch-Halbmarathon auf der Bettmeralp in 2016 landete Berchtold auf dem dritten Platz mit einer Zeit von 2:02:02 Stunden.
SwissCityMarathon 2015
Am 25. Oktober 2015 wurde Berchtold Schweizermeisterin im Marathonlaufen. «Mein zeitliches Ziel wird nie Wirklichkeit», merkte Berchtold schon nach den ersten 21 Kilometer. Sie hatte sich eine Zeit von 2 Stunden und 40 Minuten vorgenommen. Dies hätte eine Steigerung von mehr als vier Minuten von ihrer damaligen Bestzeit von 2:44:51 Stunden in Rotterdam bedeutet. Berchtold erklärte «Alleine zu laufen war nicht einfach», aber sie sei ganz zufrieden mit dem Resultat.
Jungfrau-Marathon 2015
Im September 2015 erfreute sich Berchtold über ihren Erfolg beim Jungfrau-Marathon von Interlaken auf die Kleine Scheidegg. Berchtold erreichte den dritten Platz und galt als bestklassierte Schweizerin, nachdem sie in den Jahren zuvor die Ränge 39, 11 und 5 belegt hatte. Sie erreichte eine persönliche Bestzeit von 3:33:29 Stunden und verbesserte sich um dreieinhalb Minuten gegenüber ihrer früheren Leistung. Schlüssel zum Erfolg war, dass sie einen guten Rhythmus beibehalten und folglich einen guten Pace laufen konnte. Auch war sie dankbar um das Publikum, das sie bei dem Lauf angefeuert hatte.

## Training und Vorbereitung
Conny Berchtold hatte erst im Jahr 2012 richtig mit Leistungssport begonnen. Richard Umberg, früherer Schweizer Marathon-Rekordhalter, unterstützte die Läuferin bei der Vorbereitung ihrer Marathonplanung und -trainings.

## Ende der Laufkarriere
Im 2016 entschied sich Berchtold nach einer Hüftoperation und auf Empfehlung ihres Teams an Ärztinnen und Ärzten die Laufkarriere beenden.

## Privates
Conny Berchtold wurde in Rothenburg im Kanton Luzern geboren und ist Mutter von zwei Töchtern. Die Läuferin war zum Zeitpunkt ihres Meistertitels in 2015 in Spiez wohnhaft.